# Parafia Matki Bożej Różańcowej w Kamiennej Górze

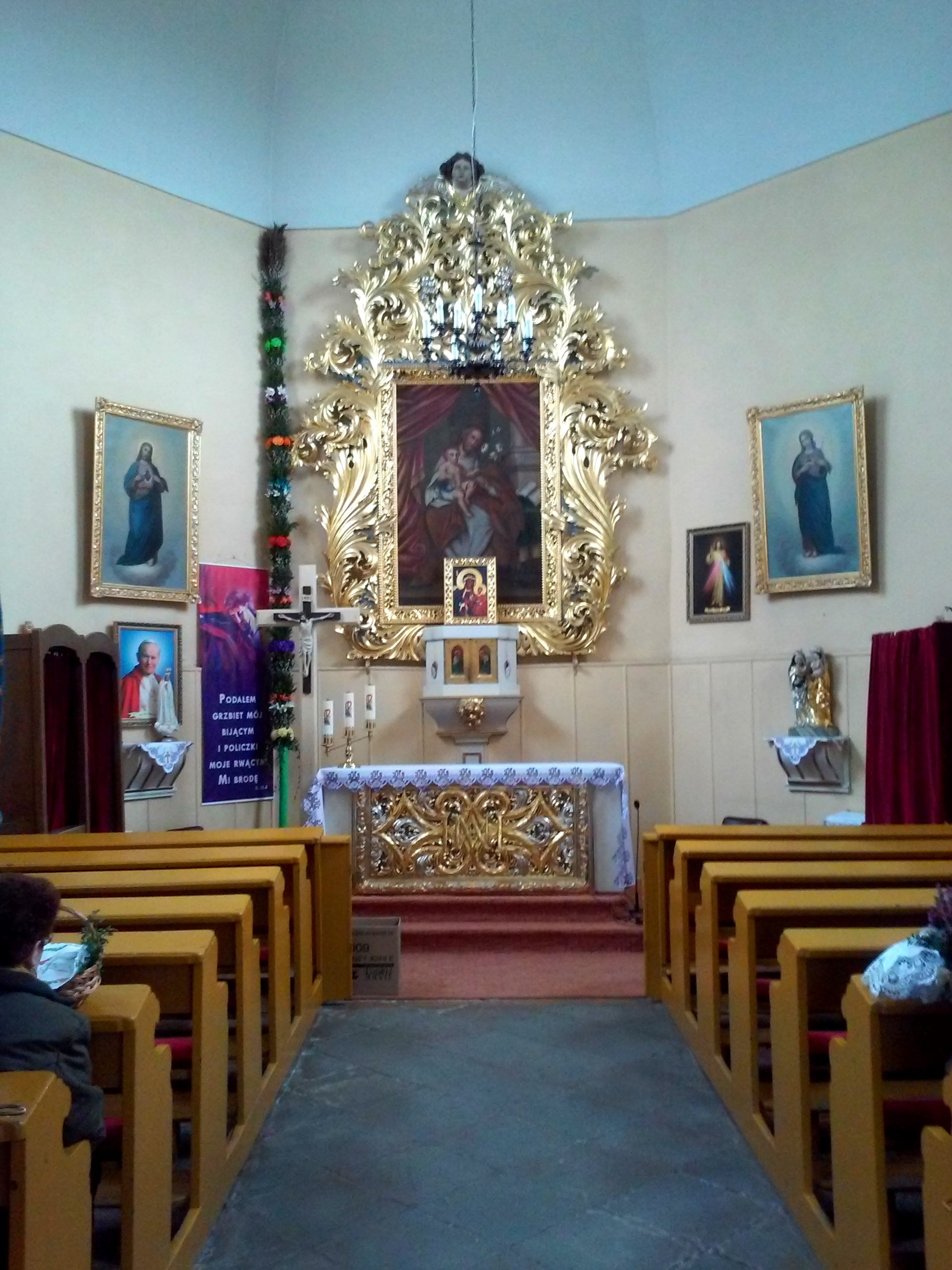
Wnętrze kościoła filialnego pw. św. Józefa Oblubieńca Najświętszej Maryi Panny w Przedwojowie

Parafia Matki Bożej Różańcowej w Kamiennej Górze – parafia rzymskokatolicka w dekanacie Kamienna Góra Zachód w diecezji legnickiej. Jej proboszczem jest ks. Piotr Smoliński. Obsługiwana przez księży diecezjalnych. Erygowana 1 marca 1972 r.

## Miejscowości i ulice należące do parafii
- Kamienna Góra z ulicami: Hallera, Azaliowa, Cegielniana, Cicha, Cisowa, Staszica, Kilińskiego, Konopnickiej, pl. Kościelny, Kościuszki, Reja, Jasna, Leśna, Lubawska, Modrzewiowa, Nowa, Parkowa (od 5), Piastowska, Licealna, Różana, Skłodowskiej, Słowackiego, Słoneczna, Śląska, Świerkowa, Traugutta, Waryńskiego (15, 38 do końca), Wiejska, Wrzosowa, Wysoka, Ziemska.

- Przedwojów

## Proboszczowie
- 1. ks. Stanisław Książek 1972 – 2006

- 2. ks. Robert Dublański 2006 – 2012

- 3. ks. Ryszard Dąbrowski 2012 – 2015

- 4. ks. Piotr Smoliński 1.06.2015 –

## Powołania duchowne po 1945 r.
- ks. Jan Liszka
- o. Piotr Ruchała OFMConv
- o. Witold Kuźma OFMConv
- o. Edward Stanukiewicz OFMConv
- ks. Kazimierz Dzimitrowicz SVD
- ks. Krzysztof Wójtowicz CMF
- ks. Edmund Wolak
- ks. Tomasz Czernik
- ks. Grzegorz Sowa
- ks. Krzysztof Wiśniewski
- o. Daniel Książek OFMConv
- o. Mariusz Orczykowski OFMConv
- o. Marcin Urbański OFMConv
- ks. Łukasz Klimek
- s. Bogumiła Adamczuk
- s. Honorata Dębska
- s. Nikodema Malec
- s. Antonina Migacz
- s. Jolanta Żyszkowska
- br. Szczepan Olko
- br. Tadeusz Ruciński FSC

## Wspólnoty parafialne
- Duszpasterstwo Młodzieży „Parkówka”
- Bractwo Świętego Józefa w Krzeszowie
- Liturgiczna Służba Ołtarza
- Wspólnota Żywego Różańca
- Rada parafialna
- Wspólnota Drogi Neokatechumenalnej

## Liczba mieszkańców parafii
- 1979 r. – 10.000[1]
- 1992 r. – 9.923[2]
- 1997 r. – 9.000[3]
- 2002 r. – 9.970[4]
- 2017 r. – 8.217[5]